# جيري
جيري (بالإنجليزية: Municipality of Žiri)‏ هي administrative territorial entity of a single country تقع في سلوفينيا في Gorenjska statistical region.[بحاجة لمصدر] يقدر عدد سكانها بـ 4,895 نسمة ومساحتها 49 كم2 .